# Neoplatyura baudouini
Neoplatyura baudouini är en tvåvingeart som beskrevs av Loïc Matile 1982. Neoplatyura baudouini ingår i släktet Neoplatyura och familjen platthornsmyggor.
Artens utbredningsområde är Guadeloupe. Inga underarter finns listade i Catalogue of Life.